# Ceirano Giovanni Battista & C.

Werbeplakat für Welleyes-Fahrräder

Società in accomandita Ceirano Giovanni Battista & C. war ein italienischer Hersteller von Fahrrädern und Automobilen.

## Unternehmensgeschichte
Giovanni Battista Ceirano, der bereits seit 1886 Fahrräder herstellte, gründete 1898 zusammen mit Graf Emanuele Cacherano di Bricherasio, Attilo Calligaris, Pietro Fenoglio und Cesare Goria Gatti das Unternehmen in der Corso Vittorio Emanuele 9 in Turin. 1899 begann die Produktion von Automobilen. Konstrukteur des Automobils war Aristides Faccioli. Der Markenname lautete Welleyes. 1899 endete die Produktion, als die Produktionsanlagen, die Patentrechte an dem Automobil und eines der hergestellten Automobile an Fiat verkauft wurden. Auch Ceirano, Faccioli und di Bricherasio wechselten zu Fiat.

## Automobile
Das einzige Modell verfügte über einen Zweizylindermotor mit 663 cm³ Hubraum im Heck. Die offene Karosserie bot Platz für zwei Personen. Ein Fahrzeug nahm am Autorennen Turin-Pinerolo-Piossasco-Avigliana-Turin teil und belegte den zweiten Platz.